# Woolwich gångtunnel

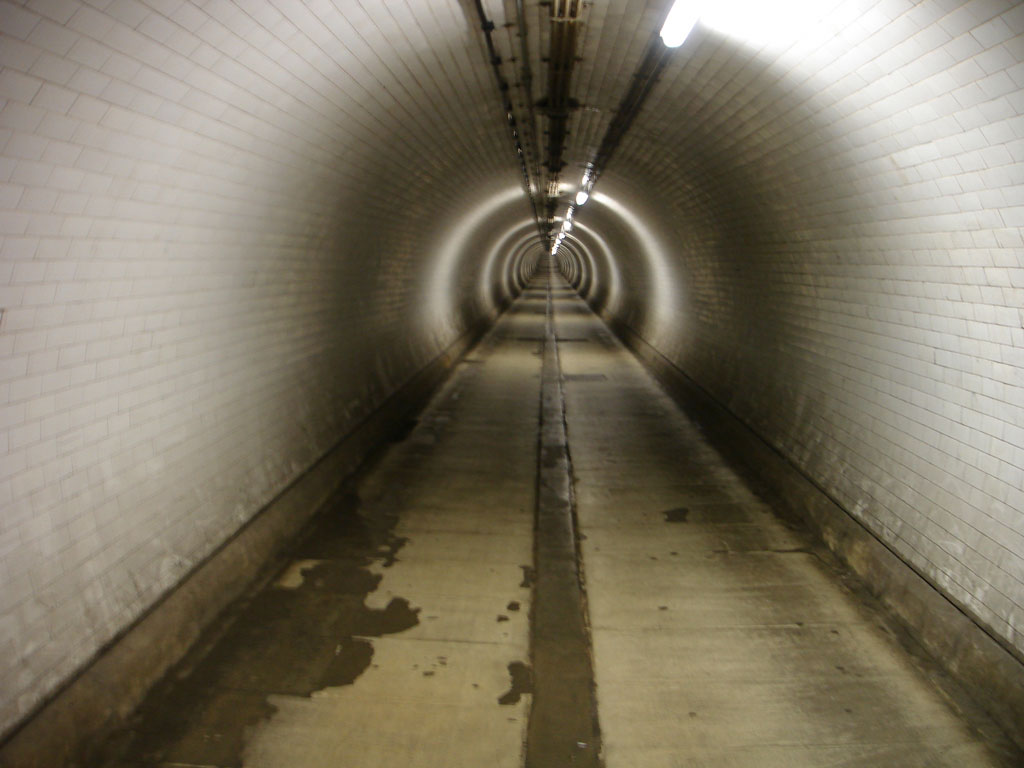
Woolwich gångtunnel före renoveringen år 2011

Woolwich gångtunnel är en 504 meter lång tunnel i östra London för fotgängare under floden Themsen. Den går från Woolwich i London Borough of Greenwich till North Woolwich i London Borough of Newham. Tunneln ger fotgängare möjlighet att korsa Themsen när färjan Woolwich Ferry inte är i drift. Tunneln öppnades 26 oktober 1912 och är 504 meter lång.
I april 2010 påbörjades en restaurering av gångtunneln där läckor tätades, nya hissar installerades och ventilationen förbättrades. Tunneln var stängd för allmänheten från 24 september 2010 tills trapporna återöppnades i december 2011.

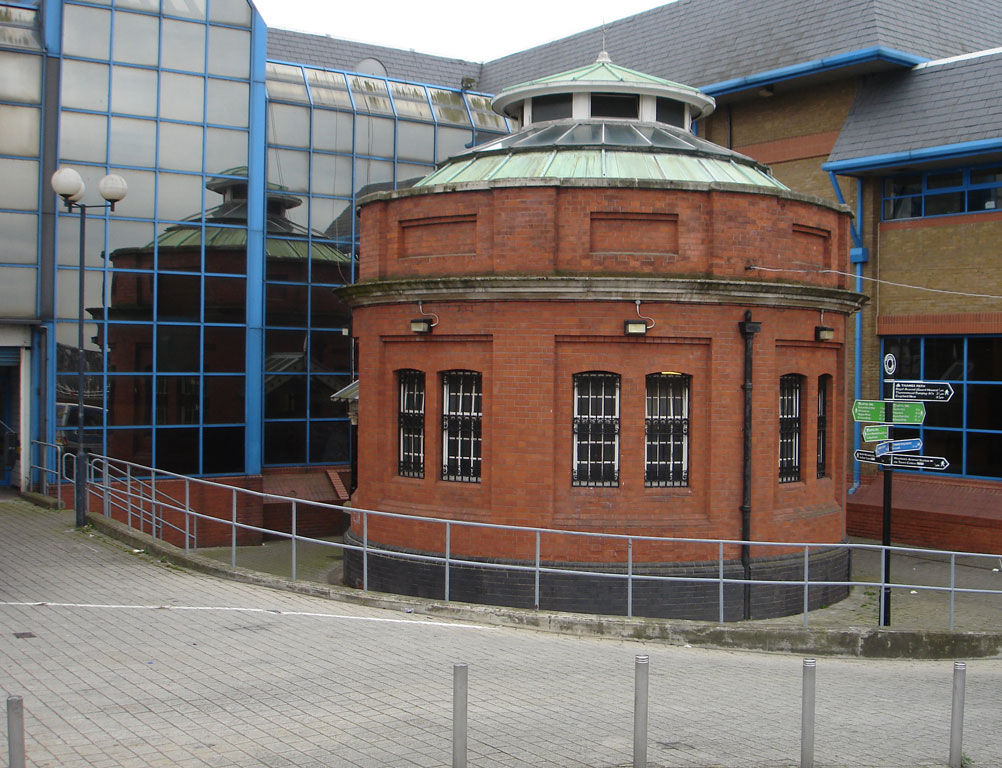
Södra ingången

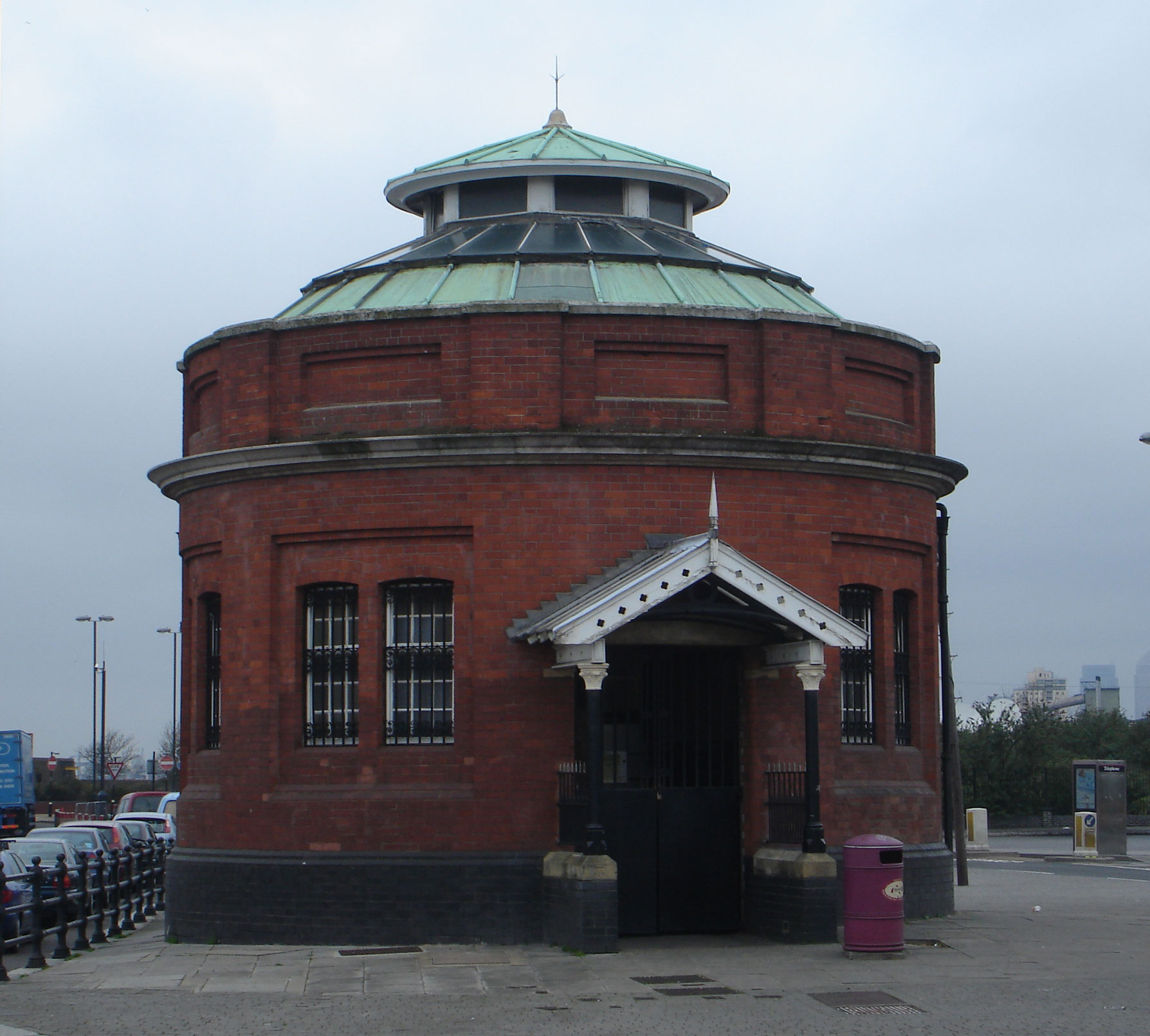
Norra ingången